# روث ميلر (ممثلة)
روث ميلر (بالإنجليزية: Ruth Miller)‏ هي ممثلة أمريكية، ولدت في 19 مارس 1903 في شيكاغو في الولايات المتحدة، وتوفيت في 13 يونيو 1981 في سانتا مونيكا في الولايات المتحدة.

## وصلات خارجية
- روث ميلر على موقع IMDb (الإنجليزية)
- روث ميلر على موقع قاعدة بيانات الفيلم (الإنجليزية)
- روث ميلر على موقع كينوبويسك (الروسية)